# Mario Kart XXL
Mario Kart XXL es una demostración tecnológica de Game Boy Advance creada por Denaris Entertainment Software para Nintendo en 2004. Demuestra la capacidad de Game Boy Advance para renderizar y escalar/rotar dos capas de fondo diferentes. Originalmente se creó como una demostración que no era de Mario conocida como R3D-Demo antes de ser readaptada.
A pesar de ser una demostración de Game Boy Advance, el cartucho del juego usa una carcasa de cartucho de Game Boy Color.

## Contenido
Mario Kart XXL consiste en una carrera de prueba de 3 vueltas en una pista flotante similar a Peach Circuit, con una capa debajo de la pista que muestra varias islas de playa en un océano que se asemeja a Shy Guy Beach. El jugador juega como Mario, que se representa en 3D completo desde una vista desde arriba, detrás de la espalda. La física de conducción es básica: el jugador puede atravesar paredes, todoterreno no ralentiza el kart y las monedas presentes en la pista no se pueden recoger, aunque Mario puede salirse de los límites y caer al mar de la pista. La cámara a menudo se acerca y se aleja automáticamente, aunque el jugador puede presionar R para acercar y L para alejar manualmente. Las ventanas transparentes que muestran la capa de fondo inferior están presentes cerca de las secciones de inicio y cierre de la pista.
El menú principal de XXL presenta dos opciones: "Play" y "Demo", la última de las cuales, como su nombre lo indica, muestra una reproducción automática de la demostración cuando se selecciona y se repite después de finalizar. Presionar Select en cualquier punto en cualquiera de los modos regresa al jugador al menú principal.

## Curiosidades
- Las dos pistas musicales de Mario Kart XXL son interpretaciones de pistas musicales del juego de PlayStation exclusivo en Alemania Moorhuhn Kart, y el tema del título es una interpretación del tema del menú de Moorhuhn Kart,[4] y el tema de la carrera es una interpretación del tema "Canyon".[5] Ambos juegos fueron desarrollados (en parte) por Denaris Entertainment Software.[1]